# Gnjilanský okruh
Gnjilanský okruh je jedním ze sedmi kosovských okruhů. Leží ve východní části země a hlavním městem je Gnjilane.

## Správní členění
V okruhu se nachází těchto 6 měst:
| Město             | Počet obyvatel (2011) | Rozloha (km²) | Hustota zalidnění (km²) |
| ----------------- | --------------------- | ------------- | ----------------------- |
| Gnjilane          | 90,015                | 385           | 233.8                   |
| Vitina            | 46,959                | 278           | 168.9                   |
| Kosovska Kamenica | 35,600                | 423           | 84.2                    |
| Ranilug           | 3,866                 | 78            | 49.6                    |
| Klokot            | 2,556                 | 24            | 106.5                   |
| Parteš            | 1,787                 | 18            | 99.3                    |

## Galerie

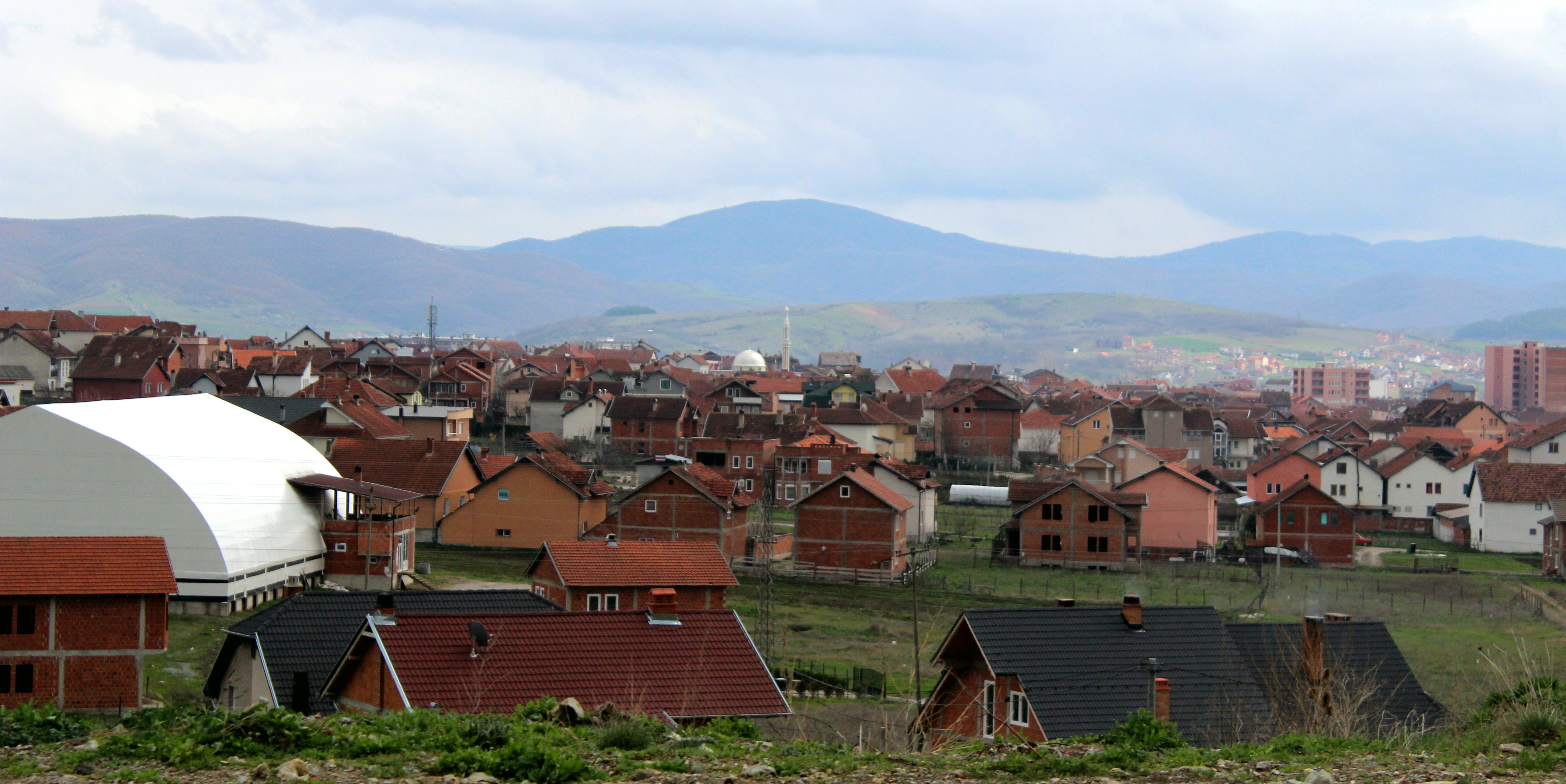
Hlavní město Gnjilane
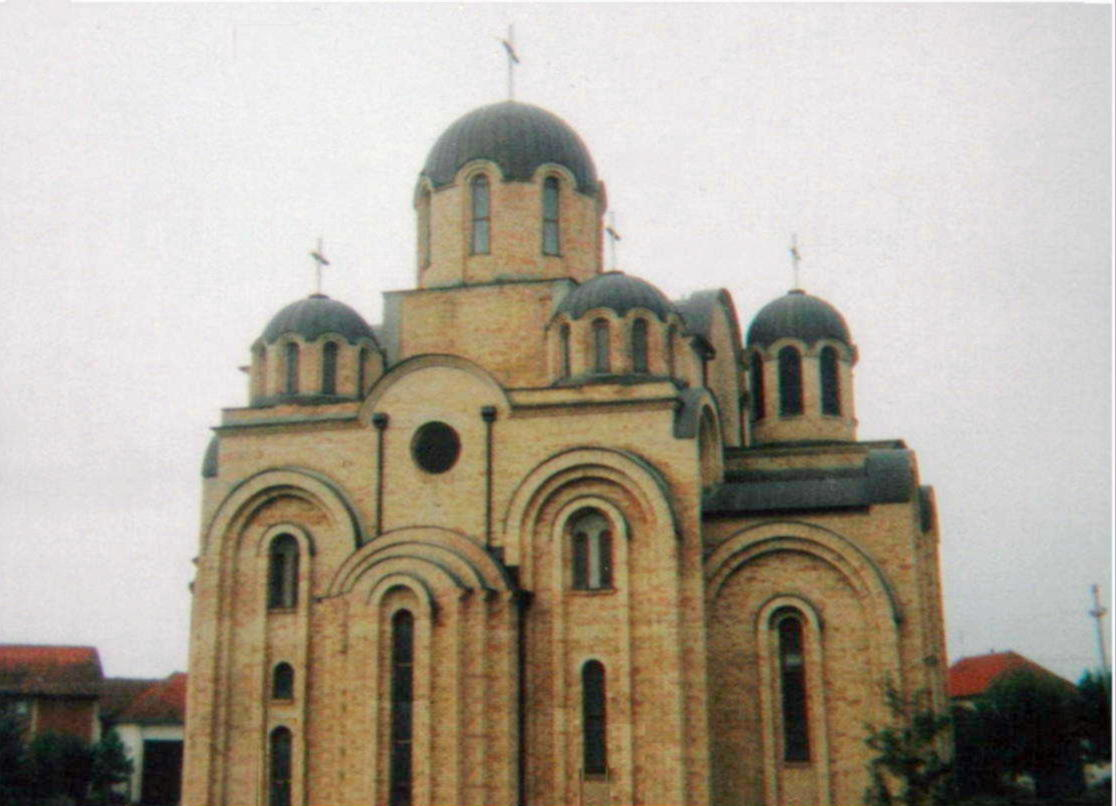
Kostel v Parteši
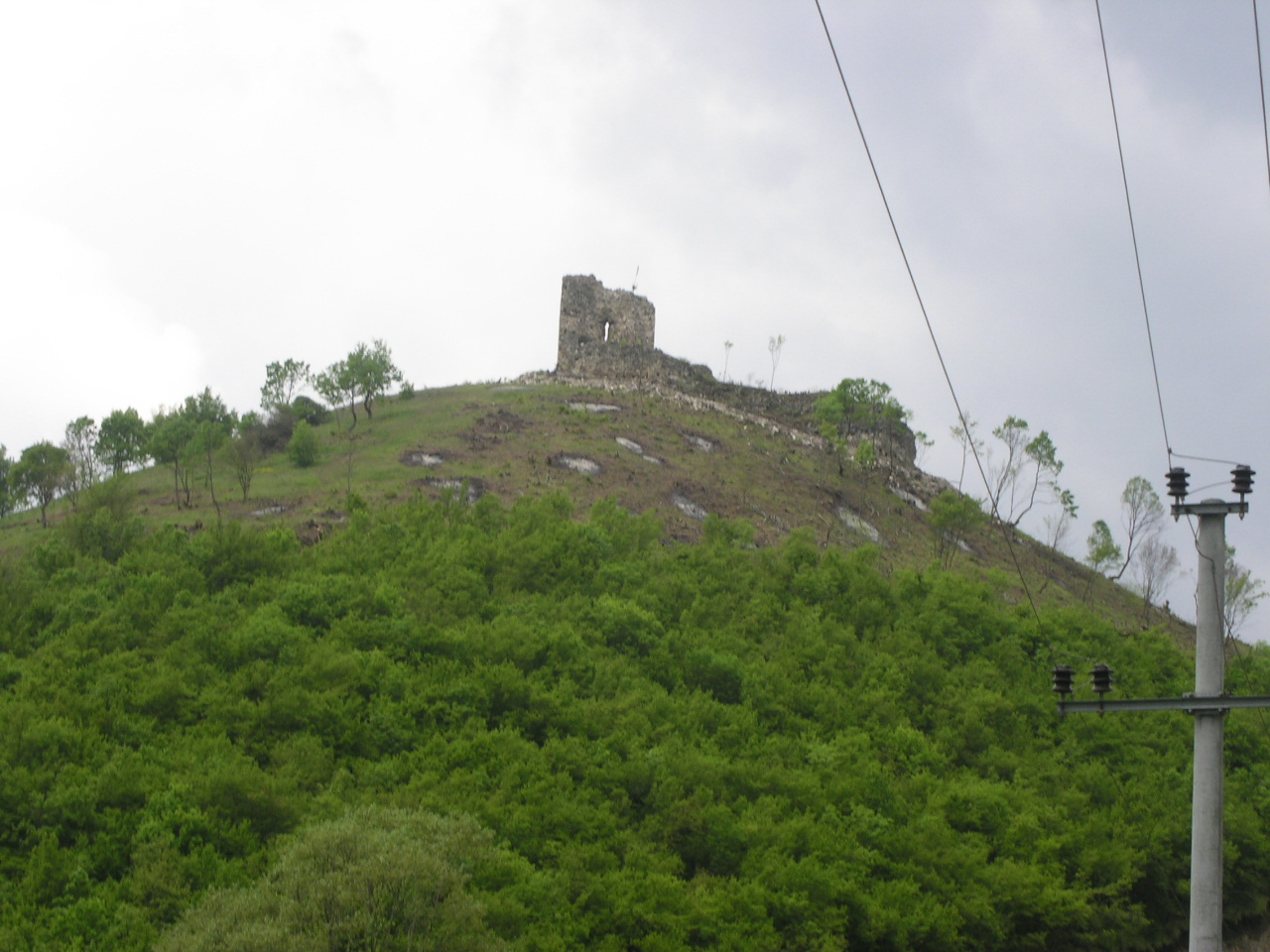
Kalaja e Pogragjës
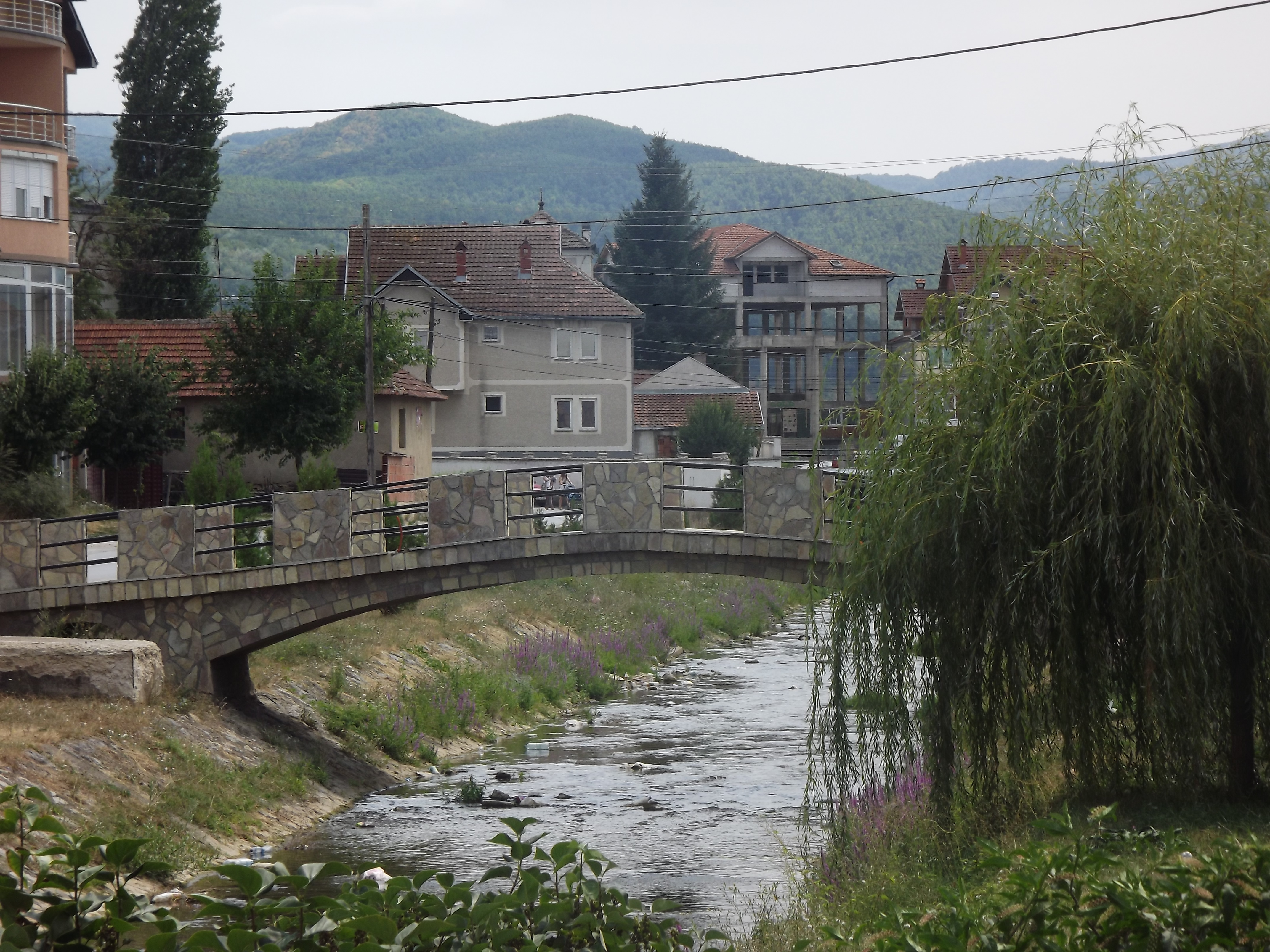
Vitina